# Caspar Bisping

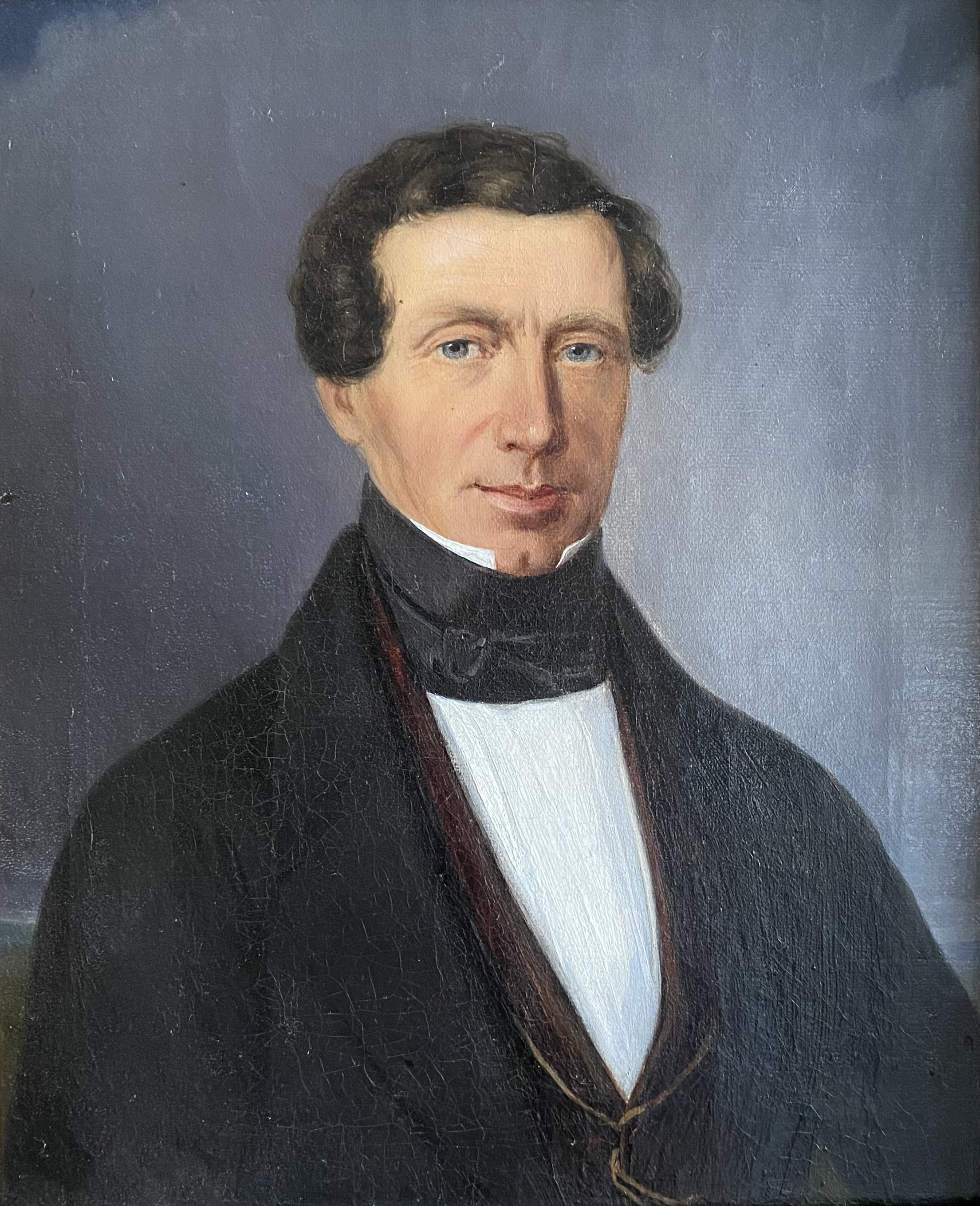
Caspar Bisping

Caspar Bisping (getauft am 30. Juni 1772 zu Nordwalde; gestorben am 1. Juni 1828 zu Mesum) war ein Landtagsabgeordneter im Ersten Provinziallandtag der Provinz Westfalen  und Landwirt in Mesum (Kreis Steinfurt).  

## Leben
Caspar Bisping stammte vom fürstbischöflichen Schultenhofe Bisping in Nordwalde. Dort wurde er in der katholischen Pfarrkirche St. Dionysius als Sohn der Eheleute Antonius Püning genannt Schulte Bisping und Anna Elisabeth Schulte Pellengahr aus Beckum auf die Namen Johann Caspar Anton getauft wurde. Er erlernte die Landwirtschaft und heiratete im Alter von 25 Jahren am 28. November 1797 in der katholischen Pfarrkirche St. Johannes Baptist zu Mesum Gertrud Frey, die Witwe des Franz Joseph Mumpro genannt Schulte Elperting. Vom Grundherrn des Hofes, dem Münsterischen Domkapitel, konnte er gemeinsam mit seiner Frau die Übertragung von Besitz- und Bewirtschaftsungsrecht am Hof Schulze Elperting erhalten. Er engagierte sich in der örtlichen Kommunalpolitik und übte über Jahre das Amt des stellvertretenden Bürgermeisters in Mesum aus.
Als im Mai 1826 der erste Provinziallandtag der Provinz Westfalen gewählt wurde, gewann Caspar Bisping im „westlich Münsterschen Wahlbezirk“ bei der Wahl des Abgeordneten der Landkreise Steinfurt und Coesfeld den Sitz für den Stand der Landgemeinden. Er nahm regelmäßig an den Landtagssitzungen im Friedenssaal des Rathauses in Münster teil und erhielt hierfür Diäten und Reisekosten in Höhe von 210 Reichstalern.
Caspar Bisping starb kurz vor der Einberufung des zweiten Westfälischen Landtages 1828, so dass für den Verstorbenen sein Vertreter, der aus Dülmen stammende August Schulze Berning nachrückte, der dort bist zu seinem Ausscheiden im Jahre 1833 die Landgemeinden der Kreise Coesfeld und Steinfurt vertrat.